# Fort Santo Domingo

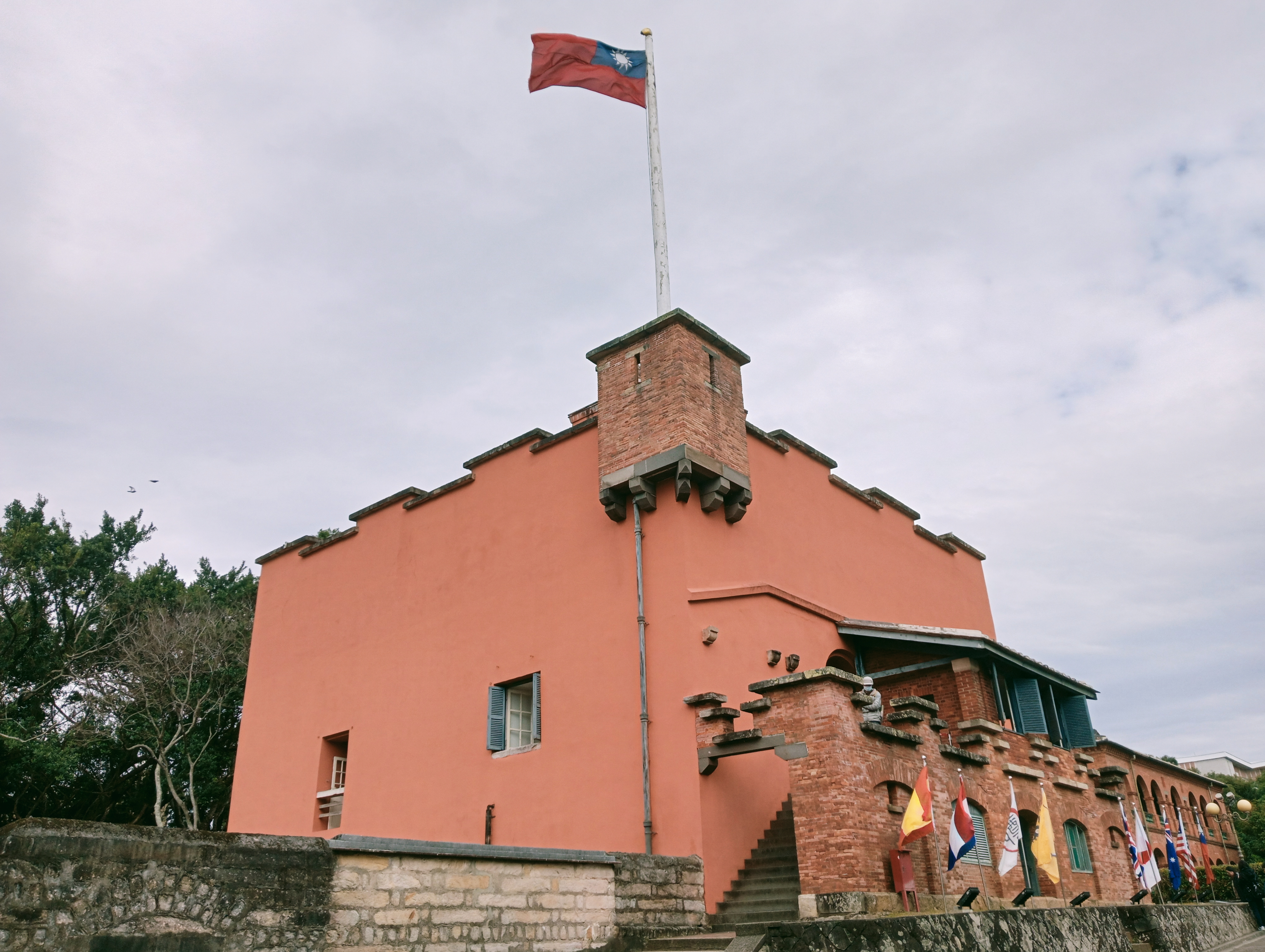
Das Fort Santo Domingo

Das Fort Santo Domingo, auch San Domingo, chinesisch 紅毛城 Hóngmáo Chéng, taiwanisch Âng-mn̂g-siânn („Festung der Rothaarigen“), ist eine ehemalige spanische Festung im Bezirk Tamsui der taiwanischen Stadt Neu-Taipeh aus dem 17. Jahrhundert.

## Geschichte
Anfang des 17. Jahrhunderts waren die europäischen Großmächte Spanien und die Niederlande (Niederländische Ostindien-Kompanie) bestrebt, auf der Insel Formosa (Taiwan) Fuß zu fassen. Ziel waren die Kolonisierung der Insel und die Gründung einer Basis für den lukrativen Handel mit China und Japan. Nachdem die Niederländer 1624 im Süden der Insel das Fort Zeelandia (heute in Tainan) erbaut hatten, errichteten die Spanier 1628 im Norden das Fort Santo Domingo.
In zwei Feldzügen gelang es den Niederländern 1641–1642, die Spanier zu vertreiben. Das Fort Santo Domingo wurde zerstört und 1644 als Fort Antonio wiederaufgebaut. Es wurde nach dem Generalgouverneur von Niederländisch-Indien, Antonio van Diemen, benannt. Da die Niederländer von den nach Taiwan eingewanderten Chinesen die „Rothaarigen“ genannt wurden, bürgerte sich im Taiwanischen und im Chinesischen bis heute die Bezeichnung 紅毛城, „Festung der Rothaarigen“ ein.

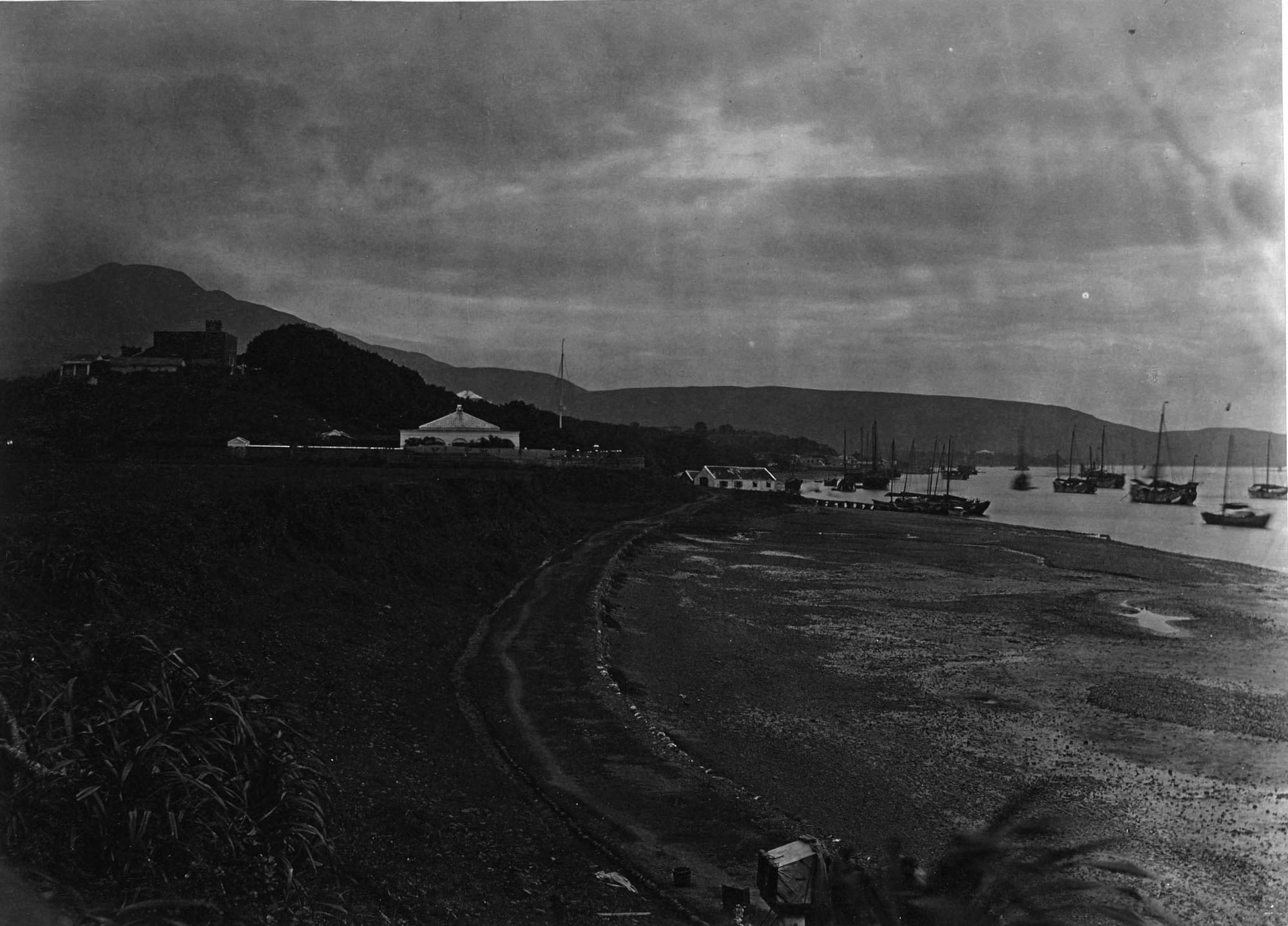
Tamsui mit dem Fort auf einem zwischen 1860 und 1880 entstandenen Foto

Nach dem Abzug der Niederländer im Jahr 1662 und dem Beginn der Qing-Herrschaft über Taiwan wurde das Fort weiterhin militärisch genutzt und im Jahr 1724 renoviert. 1867 wurde die Festung von der britischen Regierung gepachtet und als Konsulat genutzt. Hierzu wurde neben der ursprünglichen Festung eine Konsulatsresidenz errichtet. Während des Zweiten Weltkriegs 1941–1945 von den Japanern beschlagnahmt, diente das Gelände von 1945 bis 1972 erneut als britisches Konsulat.
Nach der Aufnahme vollständiger diplomatischer Beziehungen zur Volksrepublik China (s. Taiwan-Konflikt) löste Großbritannien das Konsulat auf, doch das Gelände blieb in britischem Besitz. Es wurde nacheinander von Australien und den USA im Auftrag der Briten verwaltet und schließlich am 30. Juni 1980 an die taiwanische Regierung übergeben. Das Fort wurde restauriert, zu einem nationalen Denkmal erklärt und im Jahr 1983 der Öffentlichkeit zugänglich gemacht. Das Gelände wird heute vom Tamsui-Museum für historische Stätten der Stadt Neu-Taipeh verwaltet.
Im Jahr 2002 nahm eine Kommission des Kulturministeriums das Fort Santo Domingo in die Liste potenzieller UNESCO-Welterbestätten Taiwans auf.

## Lage und Beschreibung

Ansicht von oben, dahinter rechts das britische Konsulat

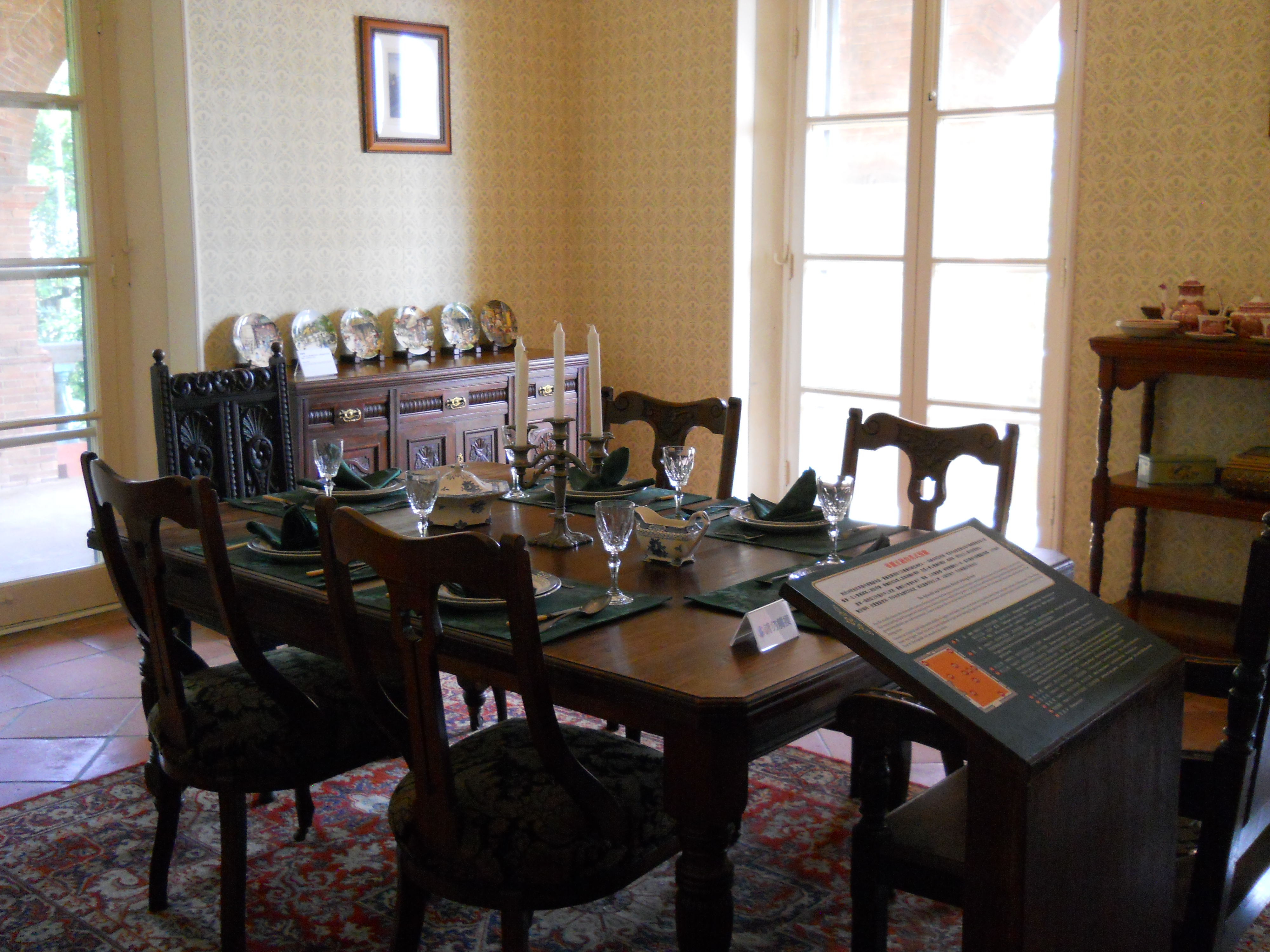
Im Konsulatsgebäude

Das Areal befindet sich am Westrand des Wuhugang (五虎岡, „Fünf-Tiger-Hügels“) und überblickt die Mündung des Tamsui-Flusses in die Taiwanstraße. Es umfasst einen Park, das eigentliche Fort und das britische Konsulat.
Der Grundriss des Forts ist quadratisch mit einer Seitenlänge von etwa 15 Metern. Nord-, West- und Südseite grenzen an die steilen Abhänge des Hügels. Die circa zwei Meter dicken Mauern bestehen außen aus Naturstein und Ziegeln sowie innen vollständig aus Ziegeln. Die Außenfläche ist mit Kalkmörtel verputzt und mit roter Farbe gestrichen. Während die Steine aus der Region stammen, wurden die Ziegel von den Niederländern aus Batavia importiert.
Die Gesamthöhe des Forts beträgt etwa 13 Meter und es hat zwei Stockwerke. Auf der nordöstlichen und der südwestlichen Ecke des Daches befinden sich Verteidigungstürme, die wie kleine Bastionen aus der Mauer herausragen. Zinnen, Schießscharten und ein Balkon an der Südseite des Gebäudes wurden während der Anwesenheit der Briten angelegt.
Vor dem Fort stehen vier Kanonen aus dem Jahr 1813.
Die ehemalige Residenz des britischen Konsuls befindet sich östlich des eigentlichen Forts und ist ein zweigeschossiges Gebäude aus roten Ziegelsteinen, das im typischen Stil britischer Kolonialarchitektur errichtet wurde. Es besitzt ein vierseitig geneigtes Dach sowie einen rundum verlaufenden Arkadengang, der Schutz vor Wind und Regen bietet. Die Arkaden sind mit halbrunden Bögen gestaltet. Die Innenräume umfassten Arbeits-, Wohn-, Speise- und Schlafzimmer, eine Küche, Räume für Dienstpersonal und verschiedene Wirtschaftsräume.
Die Rasenfläche zwischen dem Fort und dem Konsulatsgebäude diente den Briten als Garten für gesellschaftliche Anlässe und war zudem der erste Rasen-Tennisplatz Taiwans. Das Südtor aus der Qing-Zeit am Eingang zum Gelände ist das einzige Bauwerk innerhalb des Areals in chinesischem Stil.

## Verkehr und Öffnungszeiten
Das Fort Santo Domingo ist von der Endstation „Tamsui“ (R28) der roten Tamsui-Xinyi-Linie der Metro Taipei aus mit Bussen der Linien Red 26 (紅26) oder 836 zu erreichen.
Die Gebäude des Geländes sind montags bis freitags von 9:30 bis 17:00 und samstags und sonntags von 9:30 bis 18:00 geöffnet. Darüber hinaus ist der Außenbereich von April bis Oktober bis 20:00 Uhr zugänglich. An jedem ersten Montag des Monats und am Tag nach einem nationalen Feiertag bleibt das Gelände geschlossen.